# Cryobot

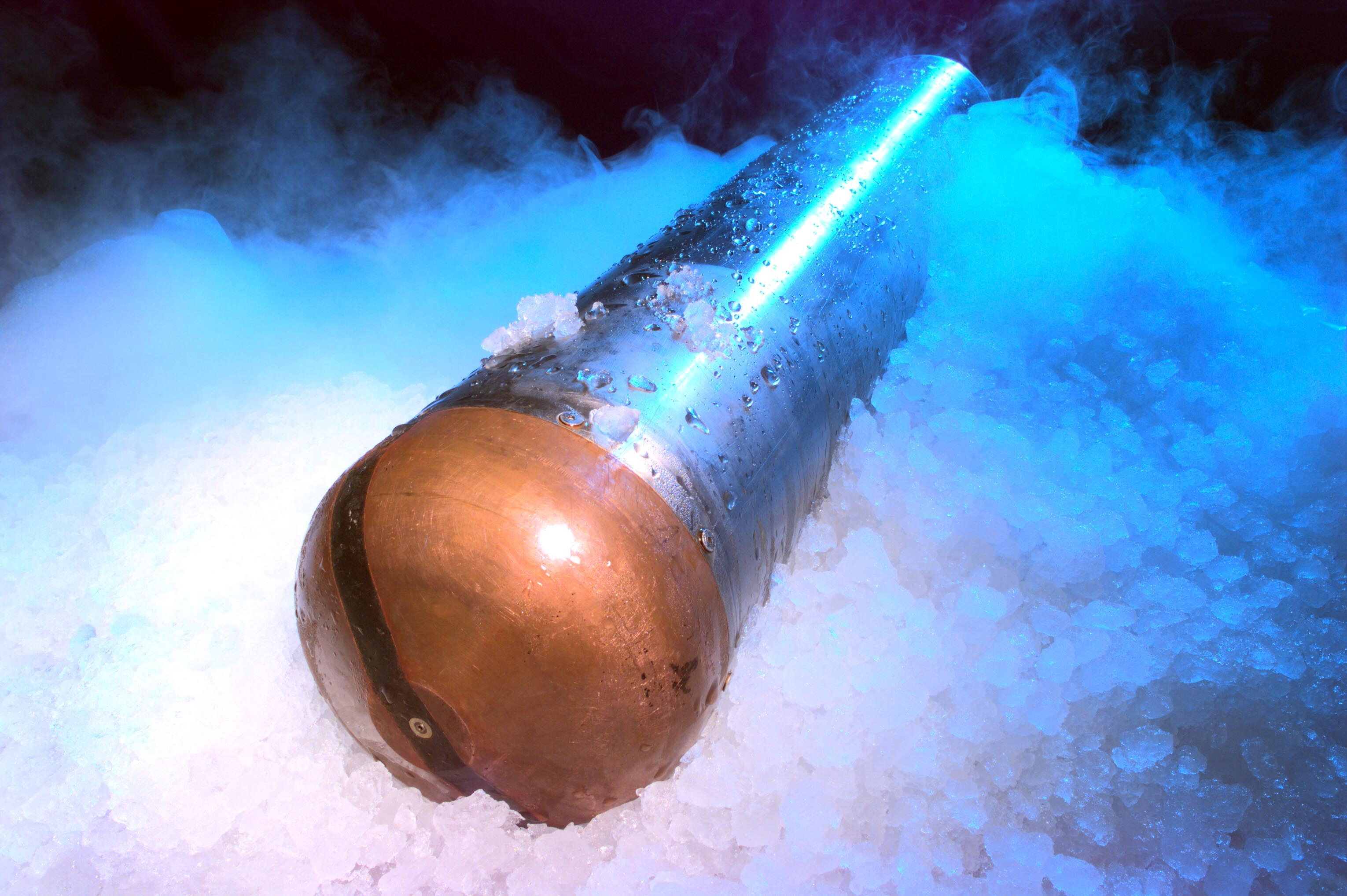
Prototype de Cryobot.

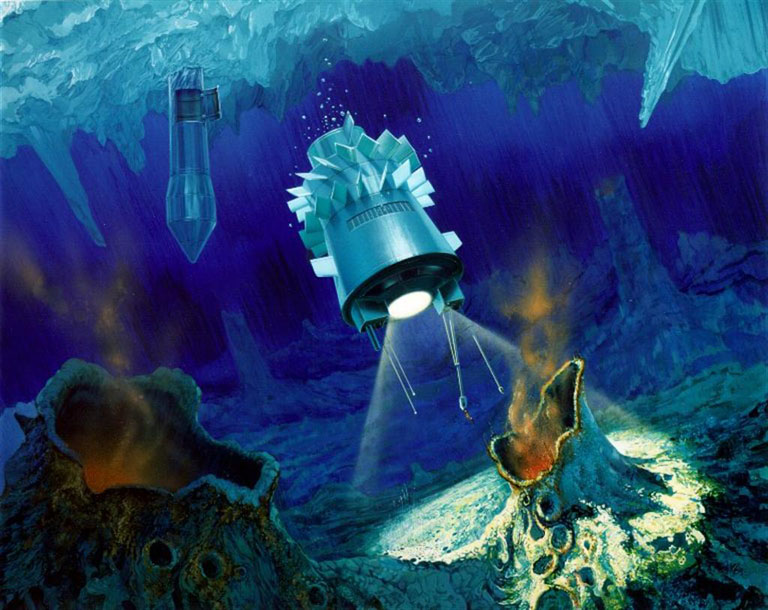
Vue d'artiste d'un cryobot déployant un hydrobot.

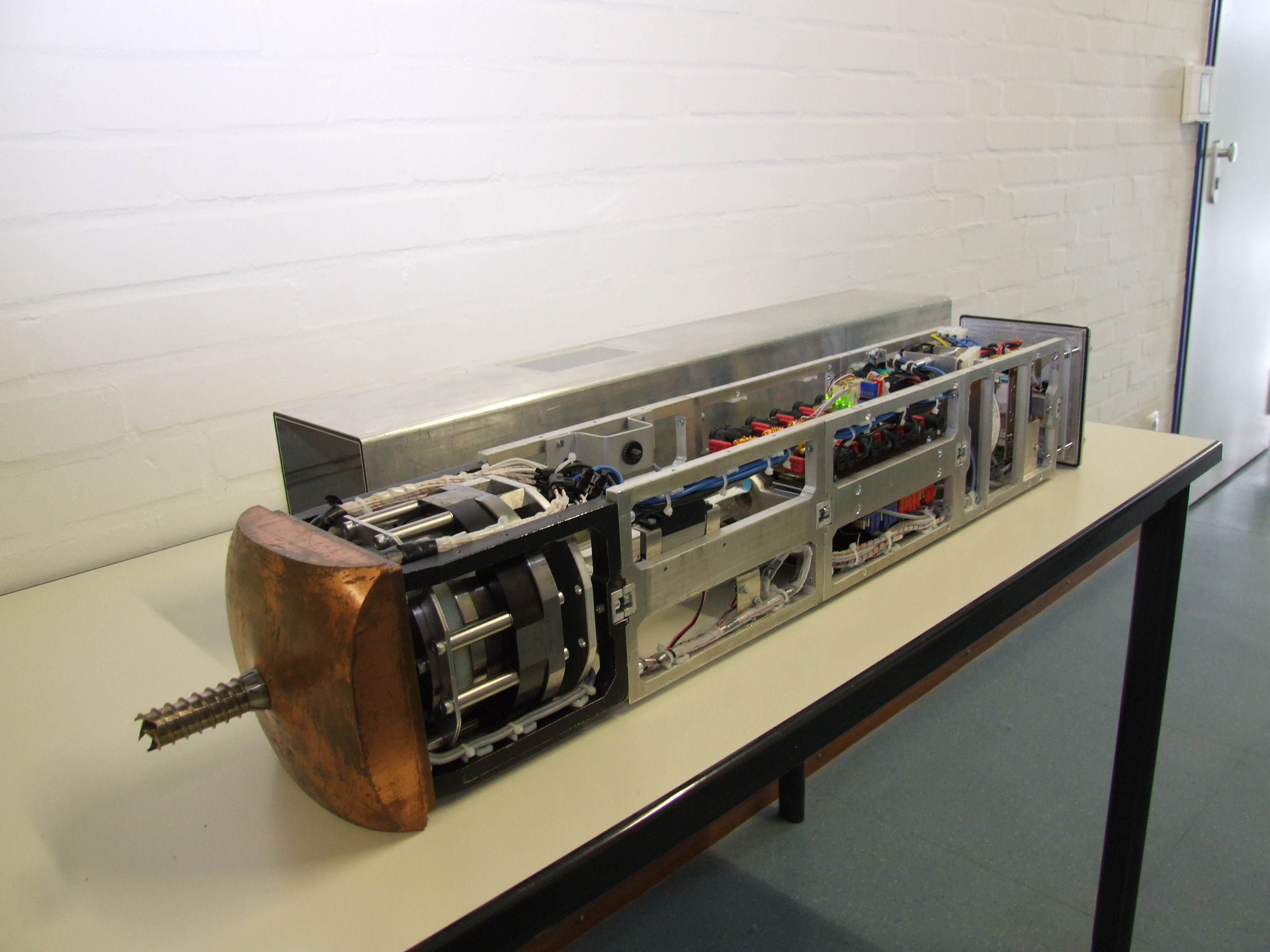
Prototype.

Un cryobot est un robot qui a pour objectif de traverser une couche de glace d'eau. Un cryobot utilise la chaleur pour faire fondre la glace et la gravité pour couler vers le bas.

## Caractéristiques et technologie
Le cryobot est un véhicule instrumenté contrôlé en surface permettant de pénétrer dans des calottes glaciaires jusqu'à 3600 mètres en faisant fondre la glace. Mis en pratique, il permettrait de mesurer la température, les contraintes, le mouvement de la glace et les propriétés sismiques, acoustiques et diélectriques. Un tel concept pourrait également être utilisé pour d'autres investigations avec une instrumentation à distance. 
Le concept général utilise un point chaud pour la pénétration, une instrumentation pour les fonctions de contrôle et de mesure ainsi que des bobines conductrices d'alimentation pour relier la sonde à la surface pour la transmission des signaux de puissance et de mesure.

## Histoire
Le cryobot est inventé par les physiciens allemands Bernard et Karl Philberth, qui le présentent pour la première fois dans les années 1960 dans le cadre de l'expédition internationale glaciologique au Groenland (EGIG), atteignant des profondeurs de forage de plus de 1000 mètres. 
En 1973, des scientifiques britanniques en Antarctique effectuent une étude radar en pénétrant la glace et détectent un potentiel lac. En 1991, le satellite européen de télédétection ERS-1 confirme la découverte en 1973 d'un grand lac sous quatre kilomètres de glace, maintenant appelé lac Vostok. Il est supposé que le lac, qui est le cinquième plus grand lac d'eau douce au monde, n'est pas contaminé. En 2002, la NASA prévoit d'utiliser un cryobot pour explorer le lac, mais le projet n'a finalement pas lieu.
En 2011, la NASA octroie à Stone Aerospace 4 millions de dollars pour financer la phase 2 du projet VALKYRIE (Very-Deep Autonomous Laser-Powered Kilowatt-Class Yo-Yoing Robotic Ice Explorer). Ce projet vise à créer un cryobot autonome capable de fondre à travers de grandes quantités de glace. La source d'alimentation de la sonde diffère de nombreuses autres conceptions en ce qu'elle ne repose pas sur l'énergie nucléaire pour générer de la chaleur, mais plutôt sur la puissance d'un laser à haute énergie qui lui est acheminé via un câble à fibre optique. Ceci est bénéfique car les sondes nucléaires ne sont pas autorisées pour les essais en Antarctique en raison du Traité sur l'Antarctique. La phase 2 du projet VALKYRIE consiste à tester une version réduite du cryobot dans le glacier Matanuska (Alaska) en 2015. 
À la suite du succès de ces missions, la phase 3 du projet est ensuite d'utiliser une version grandeur nature du cryobot pour faire fondre son chemin vers un lac subglaciaire, prélever des échantillons, puis refaire surface . La sonde comprend alors un rader et un  algorithme permet l'échantillonnage et la navigation autonome,. Le test est réalisé en 2017 sur une sonde Archimedes.
Stone Aerospace intègre son submersible ARTEMIS à la technologie laser VALKYRIE pour développer un cryobot sophistiqué appelé SPINDLE (Sub-glacial Polar Ice Navigation, Descent, and Lake Exploration),. 
Cette troisième phase du projet est considérée comme un précurseur d'éventuelles futures missions vers des lunes glacées comme Europe, une lune de Jupiter, ou Encelade, une lune de Saturne, pour explorer les océans d'eau liquide supposés être présents sous leur glace et évaluer leur habitabilité potentielle,,.